# قائمة الحروب والمعارك التي تشمل تنظيم الدولة الإسلامية (داعش)

الوضع العسكري الراهن (اعتباراً من):
تحت سيطرة تنظيم الدولة الإسلامية
تحت سيطرة جبهة النصرة
تحت سيطرة المعارضة السورية
تحت سيطرة الحكومة العراقية
تحت سيطرة أكراد سوريا
تحت سيطرة أكراد العراق
تحت سيطرة الحكومة اللبنانية
تحت سيطرة حزب الله

في ما يلي قائمة بالنزاعات التي ينخرط بها التنظيم المسلح والمعروف عموماً باسم تنظيم الدولة الإسلامية (داعش) في جميع أنحاء أوجهها المختلفة. يستوحذ التنظيم حالياً على أجزاء من الأراضي في العراق وسوريا وقد شارك في العديد من المعارك والحروب.

## الحروب
ومنذ أواخر عام 2013، تطورت الحروب في سوريا والعراق إلى حرب واحدة وتتضمن امتداداً في لبنان.
- الحرب على الإرهاب
  - التدخل العسكري ضد داعش
    - التدخل في سوريا بقيادة الولايات المتحدة
    - التدخل في العراق بقيادة الولايات المتحدة (2014–الآن)
    - التدخل العسكري الروسي في الحرب الأهلية السورية
    - التدخل الإيراني في العراق (2014–الآن)

  - حرب العراق
    - التمرد العراقي (2003–11)
      - العنف الطائفي في العراق (2006–07)

    - التمرد العراقي (2011–2013)
    - الاضطرابات المسلحة في العراق (2014–الآن)

  - الحرب الأهلية السورية
    - تداعيات الحرب الأهلية السورية على لبنان
    - النزاع بين المعارضة خلال الحرب الأهلية السورية
    - نزاع روجافا
      - النزاع الكردي السوري–الإسلامي (2013–الآن)

  - الصراع المدني في تركيا
    - الصراع بين تركيا وتنظيم الدولة الإسلامية (داعش)

  - الصراع الفلسطيني الإسرائيلي
    - صراع إسرائيل وغزة

  - تمرد سيناء
  - التمرد في مصر (2013–الآن)
  - الحرب الأهلية الليبية الثانية
    - الغارات الجوية المصرية في ليبيا (فبراير 2015)

  - الحرب في أفغانستان (2015–الآن)
    - الحرب في شمال غرب باكستان

  - الصراع المدني في الفلبين
    - تمرد مورو في الفلبين

  - الحرب الأهلية اليمنية
    - تمرد القاعدة في اليمن

  - تمرد بوكو حرام
    - تمرد بوكو حرام في الكاميرون
    - غارة النيجر 2015
    - التدخل العسكري الأمريكي في الكاميرون

  - التمرد في شمال القوقاز
  - التمرد في المغرب العربي (2002–الآن)
  - الحرب الأهلية الصومالية
    - الحرب في الصومال (2009–الآن)

  - الصراع الداخلي في بنغلادش

## المعارك
دولة العراق الإسلامية
| المعركة                     | الحلفاء               | الخصوم                                               | النتيجة    |
| --------------------------- | --------------------- | ---------------------------------------------------- | ---------- |
| هجوم رمضان 2006             | دولة العراق الإسلامية | الولايات المتحدة · العراق · المملكة المتحدة          | انتصار     |
| معركة تركي                  | دولة العراق الإسلامية | الولايات المتحدة                                     | هزيمة      |
| حملة ديالى                  | دولة العراق الإسلامية | الولايات المتحدة · العراق · بيشمركة                  | هزيمة      |
| معركة شارع حيفا             | دولة العراق الإسلامية | الولايات المتحدة · العراق                            | انتصار     |
| عملية فرض القانون           | دولة العراق الإسلامية | الولايات المتحدة · العراق                            | هزيمة      |
| عملية رعد الشبح             | دولة العراق الإسلامية | الولايات المتحدة · العراق · بيشمركة                  | انتصار     |
| معركة بعقوبة                | دولة العراق الإسلامية | الولايات المتحدة · العراق                            | هزيمة      |
| معركة دونكي آيلند           | دولة العراق الإسلامية | الولايات المتحدة                                     | هزيمة      |
| عملية نصر الشرطة            | دولة العراق الإسلامية | الولايات المتحدة · العراق                            | انتصار     |
| عملية ضربة الشبح            | دولة العراق الإسلامية | الولايات المتحدة · العراق                            | غير محسومة |
| عملية شبح العنقاء           | دولة العراق الإسلامية | الولايات المتحدة · العراق · جورجيا · المملكة المتحدة | غير محسومة |
| حملة نينوى                  | دولة العراق الإسلامية | الولايات المتحدة · العراق                            | غير محسومة |
| هجوم القاعدة في العراق 2008 | دولة العراق الإسلامية | الولايات المتحدة · العراق                            | غير محسومة |
| عملية بشائر الخير           | دولة العراق الإسلامية | الولايات المتحدة · العراق                            | هزيمة      |
| معركة بساتين النخيل         | دولة العراق الإسلامية | الولايات المتحدة · العراق                            | غير محسومة |

تنظيم الدولة الإسلامية
| المعركة                                       | الحلفاء                                | الخصوم | النتيجة     |
| --------------------------------------------- | -------------------------------------- | --- | ----------- |
| معركة حلب (2012–الآن)                         | داعش                                   | سوريا · الجيش السوري الحر | جارية       |
| هجوم اللاذقية 2013                            | الجيش السوري الحر · داعش               | سوريا | هزيمة       |
| معركة صدد                                     | جبهة النصرة · داعش · الجيش السوري الحر | سوريا | هزيمة       |
| معركة القلمون                                 | جبهة النصرة · داعش · الجيش السوري الحر | سوريا | انتصار      |
| كمين عكاشات                                   | داعش                                   | سوريا · العراق | انتصار      |
| اشتباكات الحويجة 2013                         | داعش                                   | العراق | غير محسومة  |
| عملية الشبح                                   | داعش · الجيش العراقي الحر              | العراق | غير محسومة  |
| حملة الأنبار (2013–14)                        | داعش                                   | العراق | انتصار      |
| حصار مطار كويرس العسكري (2012–15)             | داعش (ابتداءاً من مارس 2014)            | سوريا · المعارضة السورية (لغاية مارس 2014) | هزيمة       |
| معركة مركدة                                   | داعش                                   | جبهة النصرة | انتصار      |
| هجوم دير الزور (أبريل–يوليو 2014)             | داعش                                   | الجيش السوري الحر · جبهة النصرة | انتصار      |
| هجوم القلمون (يونيو–أغسطس 2014)               | داعش                                   | سوريا | هزيمة       |
| معركة عرسال                                   | داعش                                   | لبنان | هزيمة       |
| معركة حقل غاز الشاعر الأولى                   | داعش                                   | سوريا | هزيمة       |
| هجوم شرقي سوريا 2014                          | داعش                                   | سوريا | انتصار      |
| معركة قاعدة الطبقة الجوية                     | داعش                                   | سوريا | انتصار      |
| هجوم شمالي العراق (يونيو 2014)                | داعش                                   | العراق · سوريا · إيران | انتصار      |
| سقوط الموصل                                   | داعش · جيش رجال الطريقة النقشبندية     | العراق | انتصار      |
| سقوط بيجي (يونيو 2014)                        | داعش                                   | العراق | انتصار      |
| معركة الحسكة (يونيو–سبتمبر 2014)              | داعش                                   | وحدات حماية الشعب · سوريا | هزيمة       |
| معركة تكريت الأولى                            | داعش                                   | العراق | انتصار      |
| حصار تكريت (يوليو 2014)                       | داعش                                   | العراق · إيران | انتصار      |
| مهمة الإنقاذ الأمريكية في سوريا 2014          | داعش                                   | الولايات المتحدة · الأردن (غير مؤكد) | انتصار      |
| هجوم شمالي العراق (أغسطس 2014)                | داعش                                   | العراق · إيران · الولايات المتحدة | انتصار      |
| حصار آمرلي                                    | داعش                                   | العراق · بيشمركة · إيران | هزيمة       |
| معركة زمار                                    | داعش                                   | بيشمركة | هزيمة       |
| الضربات الجوية في العراق                      | داعش                                   | الولايات المتحدة · المملكة المتحدة · كندا | جارية       |
| معركة حديثة (أغسطس 2014 – يناير 2015)         | داعش                                   | العراق · الولايات المتحدة · كندا · المملكة المتحدة · أستراليا                                                                                      | هزيمة       |
| معركة سد حديثة (أغسطس–سبتمبر 2014)            | داعش                                   | العراق · الولايات المتحدة · كندا · المملكة المتحدة · أستراليا                                                                                      | هزيمة       |
| معركة دابق (أغسطس–سبتمبر 2015)                | داعش                                   | المعارضة السورية | انتصار      |
| معركة الحويجة (أغسطس–سبتمبر 2014)             | داعش                                   | الولايات المتحدة · كندا · المملكة المتحدة · أستراليا                                                                                               | انتصار      |
| مجزرة سنجار                                   | داعش                                   | بيشمركة · الولايات المتحدة · المملكة المتحدة | هزيمة       |
| معركة سنجار (أغسطس 2014)                      | داعش                                   | بيشمركة · الولايات المتحدة · المملكة المتحدة | انتصار      |
| معركة سنجار (أغسطس–أكتوبر 2014)               | داعش                                   | بيشمركة · الولايات المتحدة · المملكة المتحدة | انتصار      |
| معركة سد الموصل                               | داعش                                   | بيشمركة · العراق · الولايات المتحدة | هزيمة       |
| معركة سوق الغازي                              | داعش                                   | الولايات المتحدة · العراق · المملكة المتحدة · فرنسا ·                                                                                              | هزيمة       |
| معركة صوران (أغسطس 2014 – مايو 2015)          | داعش                                   | المعارضة السورية | انتصار      |
| حصار عين العرب                                | داعش                                   | وحدات حماية الشعب · بيشمركة · حزب العمال الكردستاني · الجيش السوري الحر · الولايات المتحدة · دول عربية                                             | هزيمة       |
| معركة الحسكة (سبتمبر–أكتوبر 2014)             | داعش                                   | وحدات حماية الشعب · سوريا · الولايات المتحدة | غير محسومة  |
| حصار الصقلاوية                                | داعش                                   | العراق | انتصار      |
| الضربات الجوية في سوريا                       | داعش                                   | الولايات المتحدة · السعودية · قطر | جارية       |
| حصار جبل سنجار الثاني (أكتوبر–ديسمبر 2014)    | داعش                                   | بيشمركة · الولايات المتحدة · المملكة المتحدة | هزيمة       |
| عملية عاشوراء                                 | داعش                                   | العراق · إيران | هزيمة       |
| اشتباكات شمال لبنان (2014)                    | جبهة النصرة · داعش                     | لبنان | هزيمة       |
| سقوط هيت (2014)                               | داعش                                   | العراق · الولايات المتحدة | انتصار      |
| سقوط درنة                                     | داعش                                   | ليبيا | انتصار      |
| هجوم بغداد (أكتوبر 2014 – يناير 2015)         | داعش                                   | العراق · إيران · الولايات المتحدة · المملكة المتحدة · كندا · أستراليا                                                                              | هزيمة       |
| هجمات سيناء أكتوبر 2014                       | داعش                                   | مصر | غير محسومة  |
| غارة مدينة إدلب 2014                          | جبهة النصرة · داعش                     | سوريا | هزيمة       |
| نزاع جبهة النصرة–جيش ثوار سوريا/حركة حزم      | جبهة النصرة · جند الأقصى · داعش        | الجيش السوري الحر | انتصار      |
| معركة حقل غاز الشاعر الثانية                  | داعش                                   | سوريا | هزيمة       |
| معركة بيجي (أكتوبر–نوفمبر 2014)               | داعش                                   | العراق · إيران · الولايات المتحدة · المملكة المتحدة · كندا                                                                                         | هزيمة       |
| معركة الرمادي (2014–15)                       | داعش                                   | العراق · الولايات المتحدة · المملكة المتحدة · كندا                                                                                                 | انتصار      |
| معركة بيجي (نوفمبر–ديسمبر 2014)               | داعش                                   | العراق · إيران · الولايات المتحدة · المملكة المتحدة · كندا                                                                                         | انتصار      |
| هجوم جنوبي سوريا (نوفمبر–ديسمبر 2014)         | داعش                                   | سوريا المعارضة السورية | انتصار جزئي |
| هجوم ديالى (ديسمبر 2014 – مارس 2015)          | داعش                                   | العراق · إيران · الولايات المتحدة · المملكة المتحدة                                                                                                | هزيمة       |
| حصار سد حديثة (ديسمبر 2014 – مايو 2015)       | داعش                                   | العراق · الولايات المتحدة · كندا · المملكة المتحدة · أستراليا                                                                                      | هزيمة       |
| معركة كركوك (ديسمبر 2014)                     | داعش                                   | بيشمركة · الولايات المتحدة · كندا · المملكة المتحدة · أستراليا                                                                                     | هزيمة       |
| معركة الحسكة (ديسمبر 2014)                    | داعش                                   | وحدات حماية الشعب · سوريا · الولايات المتحدة | غير محسومة  |
| هجوم دير الزور (ديسمبر 2014)                  | داعش                                   | سوريا | غير محسومة  |
| حصار دير الزور (ديسمبر 2014 – الآن)           | داعش                                   | سوريا · روسيا | جارية       |
| معركة تكريت (ديسمبر 2014)                     | داعش                                   | العراق · إيران · المملكة المتحدة · الولايات المتحدة                                                                                                | انتصار      |
| اشتباكات جبال القلمون (ديسمبر 2014)           | داعش · جبهة النصرة                     | سوريا | انتصار      |
| اشتباكات شمال لبنان (ديسمبر 2014 – مايو 2015) | داعش · جبهة النصرة                     | لبنان · حزب الله | انتصار جزئي |
| معركة بيجي (2014–15)                          | داعش                                   | العراق · إيران · الولايات المتحدة · المملكة المتحدة · كندا                                                                                         | هزيمة       |
| هجوم سنجار ديسمبر 2014                        | داعش                                   | بيشمركة · وحدات حماية الشعب · حزب العمال الكردستاني · الولايات المتحدة · كندا · المملكة المتحدة · أستراليا                                         | هزيمة       |
| معركة سنجار (ديسمبر 2014 – نوفمبر 2015)       | داعش                                   | بيشمركة · وحدات حماية الشعب · حزب العمال الكردستاني · الولايات المتحدة · كندا · المملكة المتحدة · أستراليا                                         | هزيمة       |
| حصار تكريت (ديسمبر 2014–مارس 2015)            | داعش                                   | العراق · إيران · الولايات المتحدة | غير محسومة  |
| هجوم غرب أفريقيا 2015                         | داعش                                   | نيجيريا · النيجر · تشاد · الكاميرون · الولايات المتحدة                                                                                             | جارية       |
| هجوم الموصل (2015)                            | داعش                                   | بيشمركة · الولايات المتحدة · المملكة المتحدة · كندا · الأردن · المغرب                                                                              | هزيمة       |
| معركة كركوك (يناير–فبراير 2015)               | داعش                                   | بيشمركة · الولايات المتحدة · كندا · المملكة المتحدة · أستراليا                                                                                     | هزيمة       |
| غارة النيجر 2015                              | داعش                                   | النيجر · تشاد | هزيمة       |
| سقوط سرت (2015)                               | داعش                                   | المؤتمر الوطني العام الجديد | انتصار      |
| سقوط النوفلية (2015)                          | داعش                                   | المؤتمر الوطني العام الجديد | انتصار      |
| معركة صرين (فبراير 2015)                      | داعش                                   | وحدات حماية الشعب الجيش السوري الحر | انتصار      |
| الضربات الجوية في ليبيا                       | داعش                                   | مصر · ليبيا | غير محسومة  |
| هجوم أربيل (فبراير 2015)                      | داعش                                   | بيشمركة · الولايات المتحدة · كندا · المملكة المتحدة · أستراليا                                                                                     | هزيمة       |
| هجوم الحسكة (فبراير–مارس 2015)                | داعش                                   | وحدات حماية الشعب · سوريا · الولايات المتحدة | غير محسومة  |
| هجوم وادي خابور (فبراير–مايو 2015)            | داعش                                   | وحدات حماية الشعب · سوريا · الولايات المتحدة | هزيمة       |
| معركة بنغازي (2014–15)                        | داعش                                   | ليبيا | جارية       |
| معركة سامراء (فبراير 2015)                    | داعش                                   | العراق · إيران · الولايات المتحدة · المملكة المتحدة                                                                                                | هزيمة       |
| هجوم صلاح الدين (مارس 2015–الآن)              | داعش                                   | العراق · إيران · الولايات المتحدة · المملكة المتحدة · كندا · فرنسا                                                                                 | جارية       |
| معركة أجدابيا (مارس 2015)                     | داعش                                   | ليبيا | هزيمة       |
| معركة تكريت الثانية (مارس–أبريل 2015)         | داعش                                   | العراق · إيران · الولايات المتحدة · المملكة المتحدة · فرنسا                                                                                        | هزيمة       |
| هجوم محافظة كركوك (مارس 2015)                 | داعش                                   | بيشمركة · العراق · الولايات المتحدة · كندا · المملكة المتحدة · أستراليا                                                                            | هزيمة       |
| حصار حقل الظهرة النفطي (مارس–أبريل 2015)      | داعش                                   | المؤتمر الوطني العام الجديد | هزيمة       |
| معركة سرت (مارس–مايو 2015)                    | داعش                                   | المؤتمر الوطني العام الجديد | انتصار      |
| معركة النوفلية (مارس 2015)                    | داعش                                   | المؤتمر الوطني العام الجديد | انتصار      |
| معركة صرين (مارس–أبريل 2015)                  | داعش                                   | وحدات حماية الشعب · الجيش السوري الحر · بيشمركة · الولايات المتحدة · دول عربية                                                                     | غير محسومة  |
| هجوم حماة وحمص (مارس–أبريل 2015)              | داعش                                   | سوريا | انتصار جزئي |
| معركة درنة (مارس 2015–الآن)                   | داعش                                   | ليبيا · مجلس شورى مجاهدي درنة | هزيمة       |
| معركة أجدابيا (مارس2015–الآن)                 | داعش                                   | ليبيا | جارية       |
| معركة رأس الهلال (مارس–أبريل 2015)            | داعش                                   | ليبيا | انتصار      |
| معركة بن جواد (أبريل 2015)                    | داعش                                   | ليبيا · المؤتمر الوطني العام الجديد | هزيمة       |
| معركة مخيم اليرموك (أبريل 2015)               | داعش · جبهة النصرة                     | سوريا · المعارضة السورية | انتصار جزئي |
| حملة الأنبار (2015)                           | داعش                                   | العراق · الولايات المتحدة · المملكة المتحدة · كندا                                                                                                 | جارية       |
| معركة لملودة (أبريل–يونيو 2015)               | داعش                                   | ليبيا | هزيمة       |
| هجوم حماة وحمص (أبريل 2015)                   | داعش                                   | سوريا | غير محسومة  |
| هجوم غابة سامبيسا (مارس–مايو 2015)            | داعش                                   | نيجيريا | غير محسومة  |
| اشتباكات القلمون (أبريل–مايو 2015)            | داعش · جبهة النصرة                     | سوريا · المعارضة السورية | غير محسومة  |
| هجوم الكرمة (2015)                            | داعش                                   | العراق · الولايات المتحدة · المملكة المتحدة · كندا                                                                                                 | غير محسومة  |
| معركة الكرمة (أبريل 2015 – يناير 2016)        | داعش                                   | العراق | هزيمة       |
| حصار كبيسة (أبريل–مايو 2015)                  | داعش                                   | العراق | انتصار      |
| معركة هراوة (أبريل–مايو 2015)                 | داعش                                   | ميليشيات ليبية محلية المؤتمر الوطني العام الجديد                                                                                                   | انتصار      |
| سقوط مارتي (أبريل 2015)                       | داعش                                   | نيجيريا | انتصار      |
| معركة الحسكة (أبريل 2015)                     | داعش                                   | سوريا | هزيمة       |
| هجوم القنيطرة (أبريل–مايو 2015)               | داعش                                   | سوريا · المعارضة السورية | هزيمة       |
| هجوم جنوب غرب درعا (أبريل–مايو 2015)          | داعش                                   | المعارضة السورية · جبهة النصرة | انتصار      |
| هجوم القلمون (مايو–يونيو 2015)                | داعش · جبهة النصرة                     | سوريا · حزب الله · المعارضة السورية | هزيمة       |
| هجوم شمال لبنان (مايو 2015–الآن)              | داعش · جبهة النصرة                     | لبنان · حزب الله | جارية       |
| معركة الحسكة (6 مايو 2015)                    | داعش                                   | وحدات حماية الشعب | هزيمة       |
| هجوم الحسكة (مايو 2015)                       | داعش                                   | وحدات حماية الشعب · سوريا · الولايات المتحدة | هزيمة       |
| هجوم تدمر (مايو 2015)                         | داعش                                   | سوريا · الولايات المتحدة | انتصار      |
| مهمة الإنقاذ الأمريكية في دير الزور مايو 2015 | داعش                                   | الولايات المتحدة | هزيمة       |
| هجوم جنوبي سوريا (مايو 2015)                  | داعش                                   | سوريا · المعارضة السورية | انتصار      |
| معركة مخيم اليرموك (مايو–يونيو 2015)          | داعش · جبهة النصرة                     | سوريا · المعارضة السورية | هزيمة       |
| هجوم شمالي حلب (مايو–نوفمبر 2015)             | داعش                                   | المعارضة السورية · وحدات حماية الشعب (فقط في مايو 2015) · جبهة النصرة (لغية أغسطس 2015) · الولايات المتحدة · سوريا (فقط في مايو 2015 وأكتوبر 2015) | انتصار جزئي |
| حصار كبيسة (مايو 2015 – الآن)                 | داعش                                   | العراق · الولايات المتحدة | جارية       |
| معركة رأس الهلال (مايو–يونيو 2015)            | داعش                                   | ليبيا | هزيمة       |
| حصار حديثة (مايو–يونيو 2015)                  | داعش                                   | العراق · الولايات المتحدة · المملكة المتحدة · كندا                                                                                                 | هزيمة       |
| هجوم مدينة الحسكة (مايو–يونيو 2015)           | داعش                                   | سوريا · وحدات حماية الشعب · الولايات المتحدة | هزيمة       |
| هجوم تل أبيض (2015)                           | داعش                                   | وحدات حماية الشعب · الجيش السوري الحر · الولايات المتحدة · دول عربية                                                                               | هزيمة       |
| معركة صرين (يونيو–يوليو 2015)                 | داعش                                   | وحدات حماية الشعب · الجيش السوري الحر · الولايات المتحدة · دول عربية                                                                               | هزيمة       |
| مجزرة عين العرب                               | داعش                                   | وحدات حماية الشعب · حزب العمال الكردستاني · الجيش السوري الحر · الولايات المتحدة                                                                   | هزيمة       |
| معركة الحسكة (يونيو–أغسطس 2015)               | داعش                                   | سوريا · وحدات حماية الشعب · الولايات المتحدة | هزيمة       |
| هجوم الحسكة (يونيو–يوليو 2015)                | داعش                                   | سوريا · وحدات حماية الشعب · الولايات المتحدة | هزيمة       |
| معركة تل براك (يونيو 2015)                    | داعش                                   | وحدات حماية الشعب · الولايات المتحدة | هزيمة       |
| هجوم تدمر (يوليو – أغسطس 2015)                | داعش                                   | سوريا | غير محسومة  |
| معركة الرمادي (يوليو 2015 – فبراير 2016)      | داعش                                   | العراق · الولايات المتحدة · المملكة المتحدة · فرنسا · أستراليا · كندا · (لغاية أكتوبر 2015)                                                        | هزيمة       |
| هجوم التياس (يوليو–أغسطس 2015)                | داعش                                   | سوريا | هزيمة       |
| معركة تل السمعان (يويو–أغسطس 2015)            | داعش                                   | وحدات حماية الشعب · الولايات المتحدة | انتصار      |
| تمرد ديالى (يوليو–ديسمبر 2015)                | داعش                                   | العراق · إيران | هزيمة       |
| معركة القريتين (أغسطس 2015)                   | داعش                                   | سوريا | انتصار      |
| معركة سرت (أغسطس 2015)                        | داعش                                   | ميليشيات ليبية محلية المؤتمر الوطني العام الجديد                                                                                                   | انتصار      |
| حصار مارع (أغسطس–سبتمبر 2015)                 | داعش                                   | المعارضة السورية · الولايات المتحدة | هزيمة       |
| هجوم الهول (أغسطس–نوفمبر 2015)                | داعش                                   | وحدات حماية الشعب · الجيش السوري الحر (بعد 31 أكتوبر 2015) · الولايات المتحدة                                                                      | هزيمة       |
| هجوم غابة سامبيسا (أغسطس 2015–الآن)           | داعش                                   | نيجيريا · الولايات المتحدة | جارية       |
| معركة مارتي (أغسطس–سبتمبر 2015)               | داعش                                   | نيجيريا | هزيمة       |
| هجوم كركوك (أغسطس–أكتوبر 2015)                | داعش                                   | بيشمركة · العراق · الولايات المتحدة | هزيمة       |
| عملية حق الشهيد                               | داعش                                   | مصر | جارية       |
| هجوم جرابلس (سبتمبر–نوفمبر 2015)              | داعش                                   | وحدات حماية الشعب · الولايات المتحدة (فقط في سبتمبر 2015)                                                                                          | غير محسومة  |
| هجوم جبل عبد العزيز (سبتمبر–أكتوبر 2015)      | داعش                                   | وحدات حماية الشعب · الولايات المتحدة | هزيمة       |
| عملية الموجة العارمة الثانية                  | داعش                                   | الولايات المتحدة | هزيمة       |
| غارة حقل العمر النفطي أكتوبر 2015             | داعش                                   | الولايات المتحدة | هزيمة       |
| مهمة إنقاذ الحويجة أكتوبر 2015                | داعش                                   | الولايات المتحدة · بيشمركة | هزيمة       |
| هجوم السفيرة (أكتوبر 2015)                    | داعش                                   | سوريا · إيران · روسيا | هزيمة       |
| هجوم كويرس (سبتمبر–نوفمبر 2015)               | داعش                                   | سوريا · إيران · روسيا | هزيمة       |
| هجوم طريق خناصر–إثريا (أكتوبر–نوفمبر 2015)    | داعش                                   | سوريا · إيران · روسيا | هزيمة       |
| معركة سامراء (أكتوبر 2015)                    | داعش                                   | العراق · الولايات المتحدة | هزيمة       |
| سقوط مهين (أكتوبر 2015)                       | داعش                                   | سوريا · روسيا | انتصار      |
| معركة صدد (نوفمبر 2015)                       | داعش                                   | سوريا · روسيا | هزيمة       |
| هجوم شرق حلب (نوفمبر 2015–الآن)               | داعش                                   | سوريا · إيران · روسيا | جارية       |
| هجوم تكريت (نوفمبر 2015)                      | داعش                                   | العراق · الولايات المتحدة | هزيمة       |
| هجوم بيجي (نوفمبر 2015)                       | داعش                                   | العراق · الولايات المتحدة | هزيمة       |
| غارة التنف نوفمبر 2015                        | داعش                                   | جيش سوريا الجديد · الولايات المتحدة | هزيمة       |
| معركة مهين (نوفمبر 2015)                      | داعش                                   | سوريا · روسيا | هزيمة       |
| حصار القريتين (نوفمبر–ديسمبر 2015)            | داعش                                   | سوريا · روسيا | انتصار      |
| شمال حلب (ديسمبر 2015)                        | داعش                                   | المعارضة السورية · الولايات المتحدة | غير محسومة  |
| معركة مهين (منتصف ديسمبر 2015)                | داعش                                   | سوريا · روسيا | انتصار      |
| هجوم سامراء (ديسمبر 2015 – يناير 2016)        | داعش                                   | العراق · إيران | هزيمة       |
| معركة مهين (أواخر ديسمبر 2015)                | داعش                                   | سوريا · روسيا | هزيمة       |
| هجوم سهل نينوى (ديسمبر 2015)                  | داعش                                   | بيشمركة · الولايات المتحدة · المملكة المتحدة · فرنسا · كندا · تركيا                                                                                | هزيمة       |
| هجوم سد تشرين (ديسمبر 2015)                   | داعش                                   | وحدات حماية الشعب · الجيش السوري الحر · الولايات المتحدة                                                                                           | هزيمة       |
| غارة الحويجة 26 ديسمبر 2015                   | داعش                                   | الولايات المتحدة · بيشمركة | هزيمة       |
| غارة الحويجة 30 ديسمبر 2015                   | داعش                                   | الولايات المتحدة · العراق · بيشمركة | هزيمة       |
| هجوم عين عيسى (ديسمبر 2015)                   | داعش                                   | وحدات حماية الشعب · الجيش السوري الحر · الولايات المتحدة                                                                                           | هزيمة       |
| غارة الحويجة 2 يناير 2016                     | داعش                                   | الولايات المتحدة · بيشمركة | هزيمة       |
| غارة القيارة يناير 2016                       | داعش                                   | الولايات المتحدة | هزيمة       |
| حصار حديثة (يناير 2016)                       | داعش                                   | الولايات المتحدة · المملكة المتحدة · العراق | هزيمة       |
| هجوم شمالي سوريا (2016)                       | داعش                                   | وحدات حماية الشعب · الجيش السوري الحر · الولايات المتحدة                                                                                           | جارية       |